# Filipinos
Filipinos® és una marca de galetes de l'empresa Artiach, que es comercialitza a la península Ibèrica, i als Països Baixos sota la marca de Verkade®, que pertany a United Biscuits.
Els Filipinos són galetes en forma d'anell, recobertes de xocolata blanca o negra, d'aproximadament uns 4 cm de diàmetre.
Es venen en envasos en forma de plàstic en forma de tub, i la marca "Filipinos" té una gran varietat de productes segons el tipus de xocolata, i la mida de les galetes.